# Leonor Teles de Menezes
Dona Leonor (Elionor) Telles (Teles) de Menezes (Meneses) (1350 – 27 kwietnia 1386) – królowa Portugalii w latach 1372–1383, regentka Portugalii w latach 1383–1384.
Urodziła się w Trás-os-Montes e Alto Douro, jako córka Martima Afonso Telo de Menezes (potomka króla Leónu – Frueli II) i jego żony – Aldonça Anes de Vasconcelos (potomkini króla Portugalii – Sancho I Kolonizatora). W młodym wieku poślubiła dworzanina Dom João Lourenço da Cunha, trzeciego pana Pombeiro, i miała z nim syna:
- Dom Álvaro da Cunha.

Podobno została uwiedziona przez przyszłego króla Ferdynanda I, syna Piotra I Sprawiedliwego i jego drugiej żony – Konstancji Manuel, kiedy był on jeszcze księciem. Poznała go w czasie odwiedzin siostry Marii Telles, damy dworu siostry przyrodniej Ferdynanda – Beatrycze, infantki Portugalii. Ferdynand już jako król anulował małżeństwo Leonory powołując się na zbyt bliskie pokrewieństwo małżonków, a 5 maja 1372 w tajemnicy sam poślubił Leonorę. Para miała:
- Beatrycze (1372–1410), królową Kastylii jako drugą żonę Jana I,
- Piotra (1370/1380–1370/1380),
- Alfonsa (1371/1382–1371/1382).

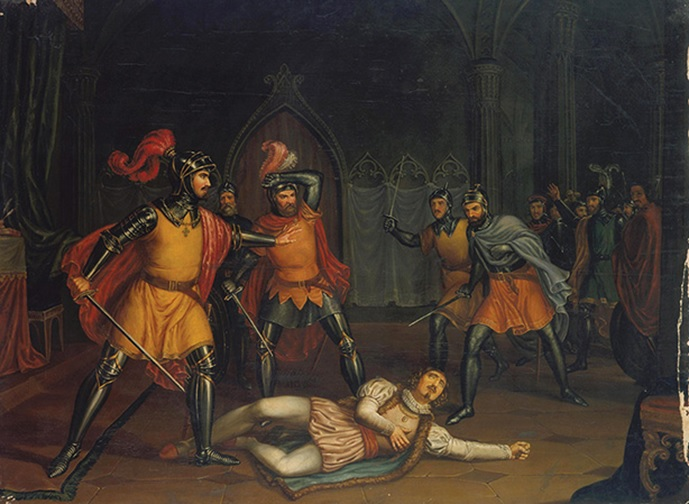
Śmierć hrabiego Ourém

Ojciec Ferdynanda zmarł w 1367 i Leonor, kiedy wyszła za Ferdynanda jednocześnie została królową Portugalii. Przez ludzi jej współczesnych nazywana była Aleivosa (Zdradliwa). Po śmierci Ferdynanda w 1383 Leonor została mianowana regentką w imieniu swojej jedynej córki Beatriz. Od 1383 Leonora rządziła krajem ze swoim kochankiem João Fernandes Andeiro, drugim hrabią Ourém (nazywanym Conde Andeiro), co nie podobało się szlachcie i niższym klasom. Wydanie Beatriz za króla Kastylii spowodowało wygnanie i matki i córki.
Szlachta portugalska obawiała się utraty niepodległości i podporządkowania Portugalii Kastylii. Zbuntowali się przeciwko regentce, a rebelię poprowadził wielki mistrz zakonu Avis – przyszły król Jan I Dobry. Rebelia ta doprowadziła do kryzysu (1383–1385).
Leonora zmarła na wygnaniu w klasztorze w Tordesillas.